# Renegades (canción de X Ambassadors)
«Renegades» es una canción de la banda estadounidense de rock alternativo X Ambassadors. Fue lanzado como el segundo sencillo del álbum debut, VHS, el 3 de marzo de 2015. La canción fue escrita como un apoyo musical para el lanzamiento de la Jeep Renegade. Fue escrita muy rápido, apenas unos días después de que la solicitud fuese enviada a Interscope Records. Ha sido la canción más exitosa de la banda hasta la fecha. "Estamos tratando de no sentirnos demasiado cerrados o atrapados de todo", dijo el vocalista de la banda Sam Harris. "Somos gente muy contenta como ['renegades'] y que está teniendo un efecto positivo en ellos.""

## Vídeo musical
El video musical fue lanzado en junio de 2015 y fue filmada en la ciudad natal de la banda, en Ithaca, Nueva York. Representa a varias personas con discapacidad que trabajan para superar sus desafíos. Tenía un aspecto personal a él, ya que el miembro de la banda Casey Harris ha sido ciego desde su nacimiento. "Queríamos hacer más emocional y personal - y eso es tan personal como es posible para mí, Casey y la banda," Sam Harris declaró.

## Lista de Sencillos
| Descarga Digital |             |          |  |
| N.º              | Título      | Duración |  |
| 1.               | «Renegades» | 3:15     |  |

## Créditos
Adaptado del booklet de «VHS».
Renegades:
- Escrito por Sam Harris, Noah Feldshuh, Casey Harris, Adam Kevin y Alex Da Kid.
- Producido por Alex Da Kid de KIDinaKORNER.
- Guitarra acústica y piano por J Browz de KIDinaKORNER.
- Grabado por Sam Harris.
- Mezclado por Manny Marroquin en "Larrabee Studios" (Asistido por Chris Galland e Ike Schultz).
- Masterizado por Joe LaPorta en "Sterling Sound".

X Ambassadors:
- Sam Harris: Voz.
- Casey Harris: Teclados y sintetizador.
- Noah Feldshuh: Guitarra y bajo.
- Adam Levin: Batería.

## Posicionamiento en listas y certificaciones

### Listas semanales
| Lista (2015)                              | Mejor posición |
| ----------------------------------------- | -------------- |
| Canada Rock (Billboard)                   | 1              |
| US Hot Rock Songs (Billboard)             | 1              |
| US Rock Airplay (Billboard)               | 1              |
| US Adult Top 40 (Billboard)               | 1              |
| República Checa (Rádio Top 100)           | 3              |
| Canada Hot AC (Billboard)                 | 4              |
| Italia (FIMI)                             | 4              |
| Canadá (Canadian Hot 100)                 | 6              |
| US Mainstream Top 40 (Billboard)          | 8              |
| Canada AC (Billboard)                     | 9              |
| Canada CHR/Top 40 (Billboard)             | 9              |
| República Checa (Singles Digitál Top 100) | 9              |
| Francia (SNEP)                            | 10             |
| Polonia (Polish Airplay Top 100)          | 10             |
| US Adult Contemporary (Billboard)         | 12             |
| Suiza (Schweizer Hitparade)               | 15             |
| US Billboard Hot 100                      | 17             |
| Bélgica (Ultratop 50 Flanders)            | 23             |
| Eslovaquia (Rádio Top 100)                | 25             |
| Austria (Ö3 Austria Top 40)               | 28             |
| Australia (ARIA)                          | 43             |
| Bélgica (Ultratop 50 Wallonia)            | 50             |
| Suecia (Sverigetopplistan)                | 70             |
| España (PROMUSICAE)                       | 85             |

### Posiciones al final del año
| Lista (2015)         | Posición |
| -------------------- | -------- |
| US Billboard Hot 100 | 54       |

### Certificaciones
| País                  | Certificación | Ventas  |
| --------------------- | ------------- | ------- |
| Italia (FIMI)         | Platino       | 50 000  |
| Estados Unidos (RIAA) | Oro           | 637 000 |

## Fechas del lanzamiento
| Región | Fecha              | Formato          | Discográfica                |
| ------ | ------------------ | ---------------- | --------------------------- |
|        | 3 de marzo de 2015 | Descarga digital | - KIDinaKORNER - Interscope |